# People planet profit
People planet profit (ook wel: de drie P's) is een term uit de duurzame ontwikkeling. Het staat voor de drie elementen people (mensen), planet (planeet/milieu) en profit (opbrengst/winst, markt), die op harmonieuze wijze gecombineerd zouden moeten worden. De term werd in 1994 bedacht door John Elkington, een adviseur op het terrein van duurzame ontwikkeling.
Wanneer de combinatie niet harmonieus is, zullen de andere elementen hieronder lijden, zo is de gedachte. Wanneer bijvoorbeeld winst te veel prioriteit krijgt, zullen mens en milieu hiervan de dupe worden, bijvoorbeeld door slechte arbeidsomstandigheid of vernietiging van de natuur. Andersom ziet dit denkbeeld ook het winstkenmerk als essentieel onderdeel van ontwikkeling dat niet verwaarloosd dient te worden.
De drie P's worden door veel ondernemingen geadopteerd als richtlijn voor maatschappelijk verantwoord ondernemen.
Voor de wereldtop over duurzame ontwikkeling te Johannesburg in 2002 werd het woord profit vervangen door prosperity (welvaart), om naast economische winst ook de maatschappelijke winst in de afwegingen te betrekken.